# Vivarium Lausanne

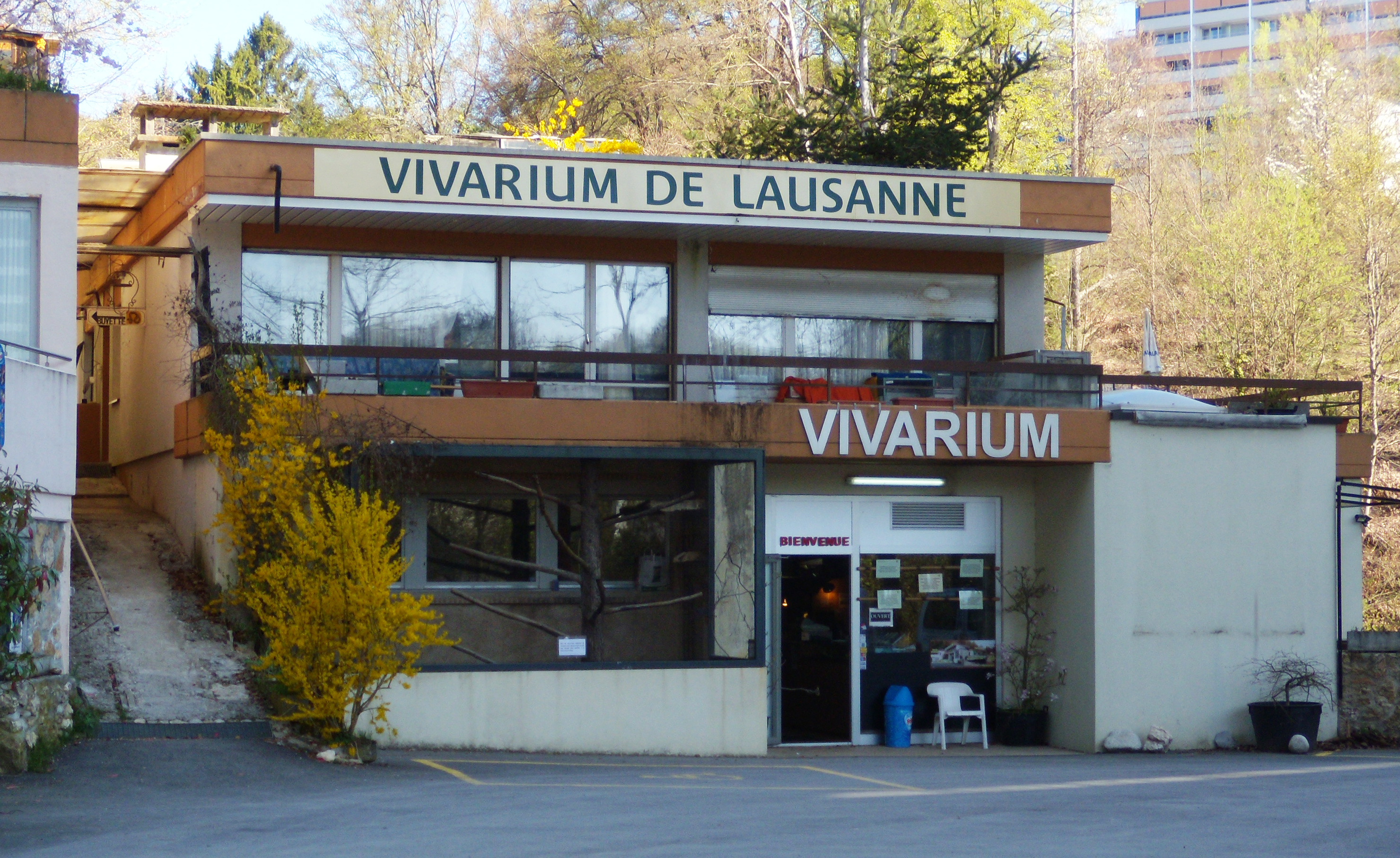
Das ehemalige Vivarium Lausanne

Das Vivarium Lausanne (französisch Vivarium de Lausanne) war ein kleines Vivarium in der Stadt Lausanne im Kanton Waadt. Es war spezialisiert auf die Haltung von Reptilien, Amphibien und Spinnen.

## Geschichte

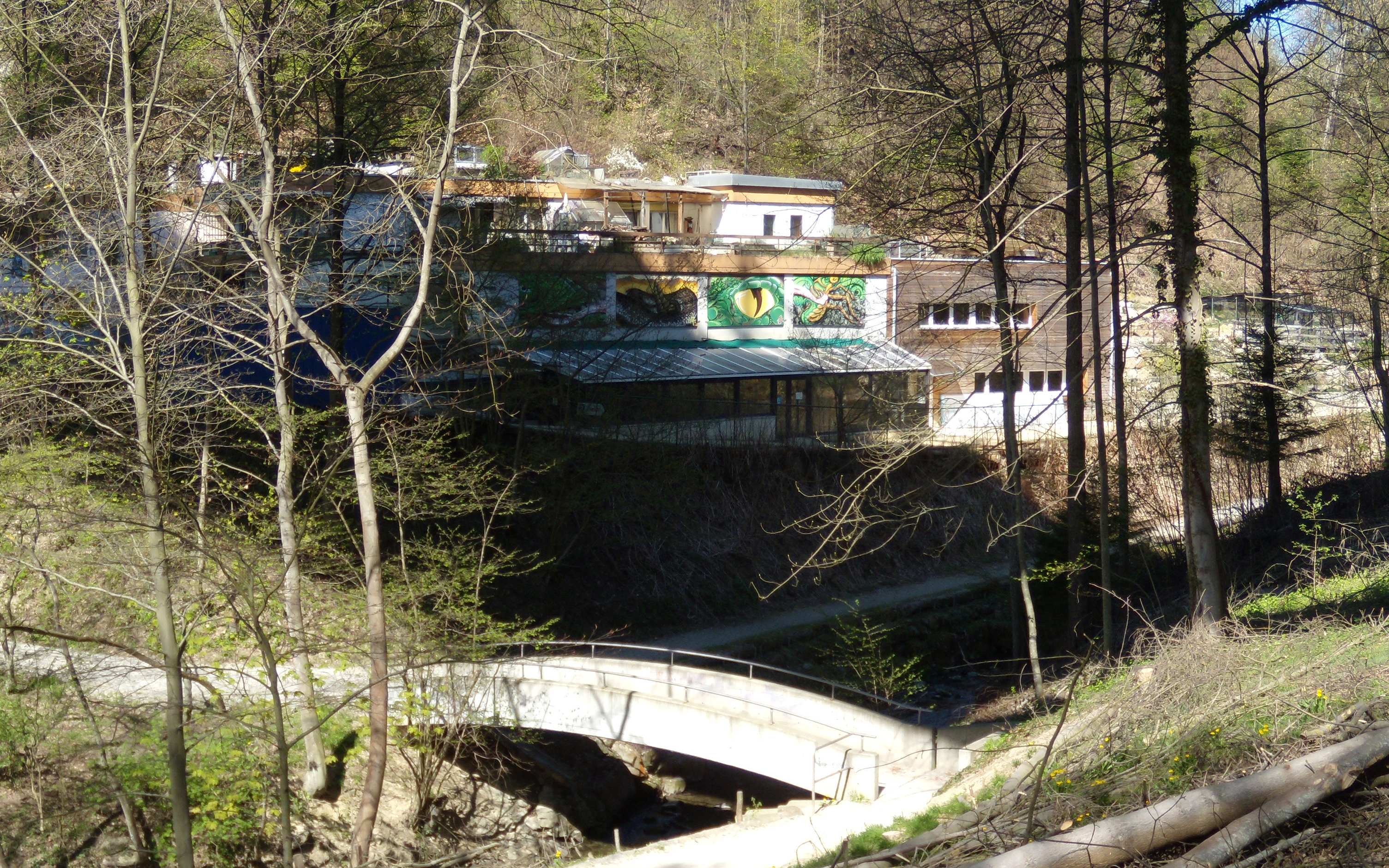
Das Vivarium im Tal des Flon

Der kleine Zoo geht auf eine Tierausstellung des Tierliebhabers Jean Garzoni im Jahr 1959 zurück. Er gründete 1970 als feste Tierhaltungsstätte das Vivarium de Lausanne im Tal des Flusses Flon im Norden von Lausanne. Seit 1976 unterstützte ein privater Verein die Bestrebungen Garzonis und seit 1992 führte eine Stiftung den Betrieb.
Ausgestellt waren etwa 200 Tiere in rund 50 Terrarien im Gebäudekomplex und zwei Terrarien im Aussenbereich, wo kälteliebende Tiere überwintern konnten. In einem Gewächshaus mit tropischem Klima lebten mehrere Krokodile.
Nachdem der Unternehmung erhebliche finanzielle Probleme entstanden waren, sah sich die Stiftung dazu gezwungen, die Anlage 2015 zu schliessen. Ein grosser Teil der Tiere aus dem Vivarium am Flon wurde vom im nahen Quartier Vennes errichteten modernen Wissenschaftspark Aquatis übernommen, der 2017 die Türen öffnete.
2019 zerstörte ein Brand einen Teil der ehemaligen, verlassenen Anlage des Vivariums.

## Bilder aus dem Vivarium

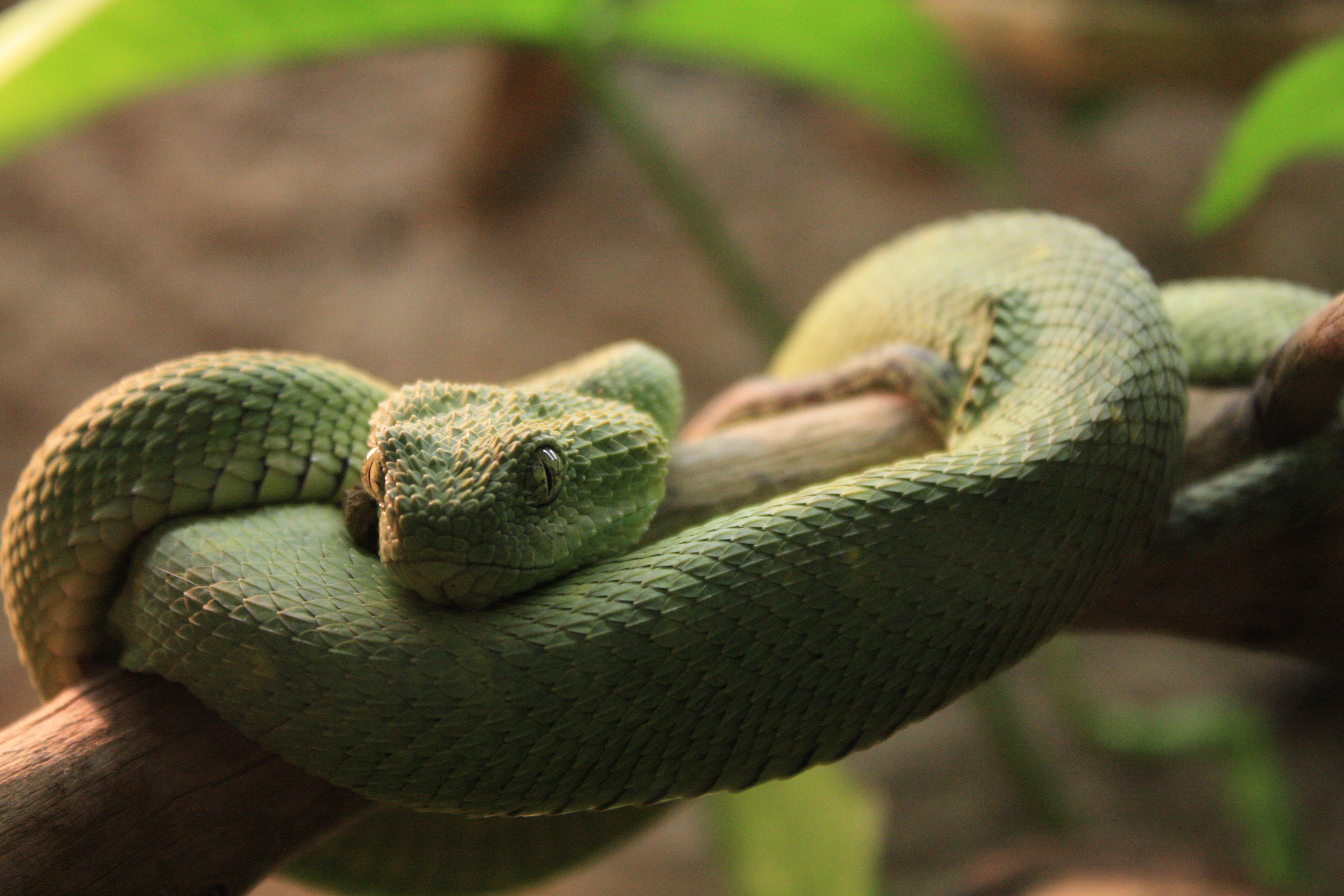
Buschviper
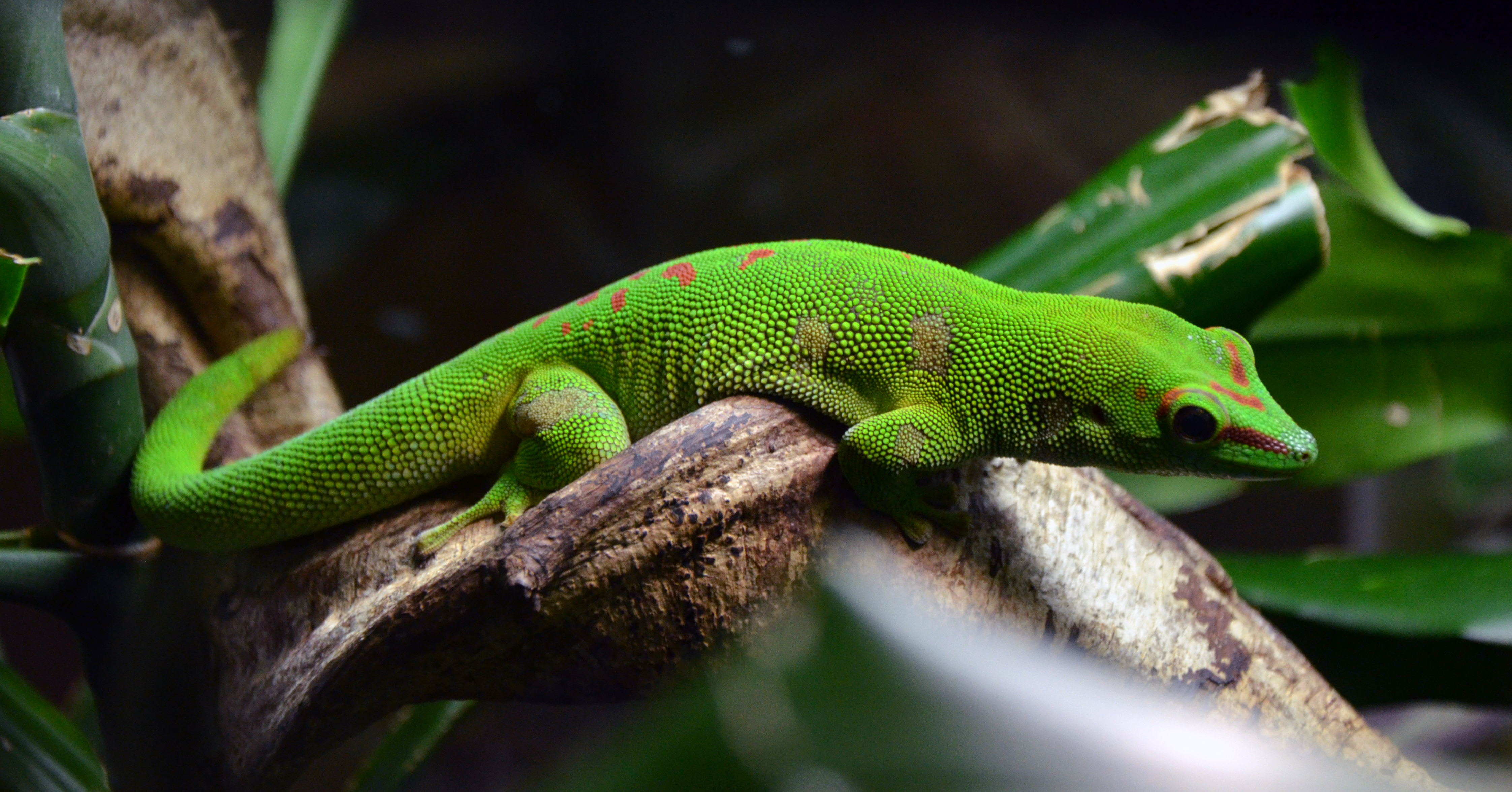
Madagaskar-Taggecko
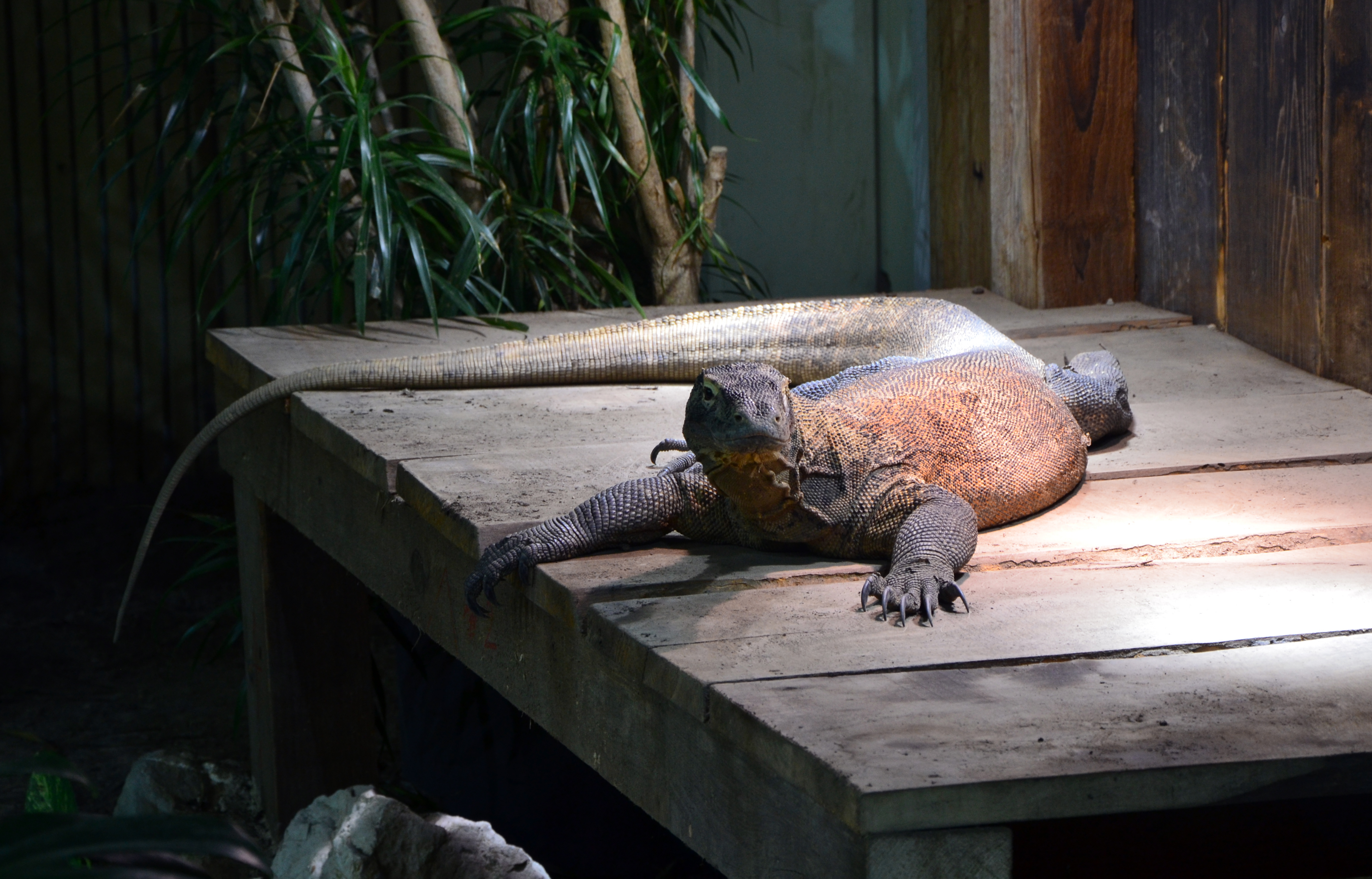
Komodowaran